# چلنگ (دهانه)
چلنگ یک دهانه برخوردی در ماه‌ است.